# Iglesia para Oranienburg
Iglesia para Oranienburg fue un proyecto del arquitecto alemán Friedrich Schinkel para la construcción de una iglesia en esta localidad de Brandeburgo (cerca de Berlín), en 1828, que nunca se llevó a cabo.